# Canal d'Orléans
Het Canal d'Orléans is een kanaal in de Franse regio Centre-Val de Loire. Het verbindt de Loire met het Canal du Loing bij Corquilleroy. De bouw werd gestart in 1680 en het kanaal werd geopend voor de scheepvaart in 1693. Het kanaal telt 28 sluizen en vormt het zuidelijke deel van de verbinding tussen de Loire en de Seine. Tussen 1908 en 1912 werd het deel van het Canal d’Orléans gegraven, dat Combleux verbindt met Orléans.
Het kanaal werd in 1954 gesloten voor de scheepvaart.